# Turner Entertainment

Logotyp.

Turner Entertainment Company är ett bolag som grundades av Ted Turner i augusti 1986 som upphovsrättsinnehavare till den katalog av filmer som under samma år förvärvades från Metro-Goldwyn-Mayer (MGM).

## Bakgrund
Turner Entertainment äger samtliga rättigheter till vad som ursprungligen var MGM:s filmer från grundandet och fram till maj 1986: MGM själva äger därefter enbart filmer från innan maj 1986 härledandes från United Artists och andra sentida förvärv. I Turner Entertainments rättighetskatalog ingår filmer som Borta med vinden, Trollkarlen från Oz, Singin' in the Rain och År 2001 – ett rymdäventyr samt alla kortfilmer med Tom & Jerry. Turner Entertainment var ursprungligen ett dotterbolag till Turner Broadcasting System (TBS) och innehavet av dess rättighetskatalog från MGM utgjorde starten för både Turner Classical Movies (TCM) och Cartoon Network. 1987 förvärvades licensrättigheter till filmkatalogen från RKO Radio Pictures. 1991 köptes Hanna-Barbera. 1993 köptes Castle Rock Entertainment och New Line Cinema.
Moderbolaget köptes 1996 av Time Warner och Turner Entertainment har därefter i praktiken integrerats som en del av Warner Bros., även om det kvarstår som en egen juridisk person.

## Produktionsbolag
Under 1990-talet fungerade även bolaget under namnet Turner Pictures även som ett produktionsbolag. Bland filmerna som producerades finns:
- Skattkammarön (1990)
- Tom & Jerry gör stan osäker (1992)
- Gettysburg (1993)
- Pagemaster – den magiska resan (1994)
- Katter dansar inte (1997)
- Ondskans spår (1998)